# Rouperroux-le-Coquet
Rouperroux-le-Coquet é uma comuna francesa na região administrativa do País do Loire, no departamento de Sarthe. Estende-se por uma área de 10.27 km². Em 2010 a comuna tinha 294 habitantes (densidade: 28,6 hab./km²).